# 井上聰
井上 聰（いのうえ さとし、1930年（昭和5年）8月12日 - ）は、日本のヴァイオリニスト。徳島文理大学名誉教授。武蔵野音楽大学音楽学部卒業。徳島県徳島市出身。

## 経歴
1956年（昭和31年）、武蔵野音楽大学音楽学部卒業。大学卒業後、同年に徳島大学学芸学部講師に就任。
1966年（昭和41年）、徳島女子短期大学（現在の徳島文理大学短期大学部）助教授に就任。1972年（昭和47年）、徳島文理大学音楽学部学部長に就任。
また、これまでに徳島県文化協会理事・日本弦楽指導者協会徳島支部長などを歴任。

## 所属学会等
- 徳島県文化協会
- 日本弦楽指導者協会